# Halden (gemeente)
Halden is een stad (sinds 1665) en gemeente in de Noorse provincie Østfold.
De gemeente telde 30.790 inwoners (2017), waarvan het overgrote deel in de gelijknamige stad woont. Halden, gelegen aan de grens met Zweden, maakte voor 2020 deel uit van de toenmalige provincie Østfold.
In de plaats Gjellestad ligt een grafheuvel van de Vikingen. Onderzoek met bodemradar bracht archeologen in 2018 op het spoor van nog twaalf verdwenen grafheuvels op de site. Onder één ervan ligt een meer dan twintig meter lang vikingschip, waarvan de opgraving in 2020 is aangevat (no).

## Plaatsen in de gemeente
- Halden
- Isebakke
- Sponvika
- Idd

## Aangrenzende gemeenten
| Aangrenzende gemeenten | Aangrenzende gemeenten | Aangrenzende gemeenten | Aangrenzende gemeenten | Aangrenzende gemeenten |
| ---------------------- | ---------------------- | ---------------------- | ---------------------- | ---------------------- |
| Sarpsborg              |                        | Rakkestad              |                        | Aremark                |
|                        |                        |                        |                        |                        |
| Strömstad              | Dals-Ed                |                        |                        |                        |
|                        |                        |                        |                        |                        |
|                        |                        | Tanum                  |                        |                        |

Aremark · Fredrikstad · Halden · Hvaler · Indre Østfold · Marker · Moss · Råde · Rakkestad · Sarpsborg · Skiptvet · Våler

Voormalige gemeentes: Askim · Eidsberg · Hobøl · Rømskog · Rygge · Spydeberg · Trøgstad